# Alfons Lammers
Alfons Lammers (Arnhem, 1940) is een Nederlands historicus, auteur en emeritus hoogleraar Amerikaanse geschiedenis aan de Universiteit Leiden.

## Carrière
Lammers werd in Arnhem geboren; zijn vader werkte als vertegenwoordiger van een firma. Hij ging in 1958 (sociaal-economische) geschiedenis studeren aan de Universiteit Leiden en werd als student op een bepaald moment ook lid van studentenvereniging Minerva. Door – naar eigen zeggen – zijn middenklasse-achtergrond duurde dat lidmaatschap slechts een halfjaar. Hij woonde er destijds aan de Hogewoerd. Als fellow was hij twee jaar verbonden aan de Amerikaanse Brandeis-universiteit.
In 1977 promoveerde Lammers op het proefschrift Franklin D. Roosevelt: de rechters en de Democraten, 1936-1938.
Hij werd in 1985 aangesteld als gewoon hoogleraar Geschiedenis en cultuur van Noord-Amerika, als opvolger van Jan Willem Schulte Nordholt. Zijn oratie had als onderwerp 'Amerika en de Amerikaanse geschiedenis in Nederland van Dozy tot Presser'. Over zijn historische interesses gaf hij in een interview aan:
Ja, ik ben geïnteresseerd in het biografische genre. Ik hou meer van mensen dan van processen. En je kunt ook de grote lijn aan de hand van personen volgen. Ik ben altijd buitengewoon geïnteresseerd geweest in mensen die zich buiten het normale bewogen. De sociale geschiedenis houdt zich bezig met mensen die niet de geschiedenis halen.
Het hoogleraarschap bekleedde hij tot 2001. Ter gelegenheid van zijn afscheid in Leiden verscheen de bundel Klassiek Amerikaans: Opstellen voor A. Lammers.

## Persoonlijk
Lammers is getrouwd. Met zijn vrouw verhuisde hij na zijn vertrek uit Leiden naar de Veluwe, bewust vlak bij het Kröller-Müller Museum. Journalist Daphne Lammers is een van zijn twee dochters.

## Publicaties (selectie)
- Franklin D. Roosevelt: de rechters en de Democraten, 1936-1938 (1977)
- Uncle Sam en Jan Salie: hoe Nederland Amerika ontdekte (1989)
- Franklin Delano Roosevelt: een biografie (1992)
- De jachtvelden van het geluk: reizen door historisch Amerika (1998)
- Adieu Amerika! (2001, bij afscheid Leiden)
- Het ergste moet nog komen (2020)